# Phytoseius hornus
Phytoseius hornus är en spindeldjursart som beskrevs av Shahid, Siddiqui och Mohammad Nazeer Chaudhri 1982. Phytoseius hornus ingår i släktet Phytoseius och familjen Phytoseiidae. Inga underarter finns listade i Catalogue of Life.